# Hercules grafička kartica
Hercules grafička kartica (Hercules Graphics Card (HGC)) bila je grafička kartica za IBM PC računala koje je proizvodila američka tvrka Hercules Computer Technology, Inc., i koja je postala de facto standard za grafičke kartice za monokromne zaslone sredinom 1980-tih. Kartica je podržavala visoku razlučivost u tekstualnom načinu i imala je samo jedan grafički način.

## Povijest
Hercules grafičku karticu je dizajnirao Van Suwannukul 1982. godine za računalo IBM PC. Suwannukul je stvorio grafičku karticu jer dok je pisao doktorsku disertaciju tadašnje grafičke kartice i softver nije potržavao tajlanski jezik.

## Tehnička svojstva
- Grafički način: 720×348 (1 boja)
- Tekstualni način: 80x25